# Hønning (Sydslesvig)
Hønning, Hynding (dansk) eller Hünning (tysk) er en landsby beliggende på den slesvigske midtslette syd for Flensborg ved Trenens østlige bred, hvor Jerrisbækken løber ud i Trenen. På flodens modsatte bred ligger nabobyen Sollerup. Mod nord ligger skovområdet Byskov. Administrativt hører landsbyen under kommunen Sølvested i Slesvig-Flensborg Kreds i delstaten Slesvig-Holsten, Nordtyskland. I den danske periode indtil 1864 hørte landsbyen under Eggebæk Sogn (Ugle Herred, Flensborg Amt). Hønning ligger vestligst i sognet. Nabobyen Sollerup hører under Jørl Sogn. Gårde og udflyttersteder er Hønningmark og Kokholm. Lidt syd for landsbyen ligger Esperstoft og Solbro, hvor en vigtig bro førte over Trenen.
Hønning eller Hynding er første gang nævnt 1462 (rep. dipl. 2). Stednavnet henviser til enten hund eller hundred. Stednavnet stavedes tidligere også Hynning.